# Ipavci
Ipavci [ípau̯ci] so slovenska rodbina, ki izhaja iz Bele krajine, od koder prihaja njen prvi vidnejši predstavnik, Jurij Ipavec. Ipavci so bili po izobrazbi zdravniki, po srcu pa glasbeniki oz. skladatelji. Večina predstavnikov tega rodu se je šolala v Gradcu, nekateri pa tudi na Dunaju, torej v kulturnih mestih Evrope. Rodbina Ipavcev predstavlja pomemben dejavnik v razvoju slovenske kulture v času avstro-ogrske oblasti.
Najpomembnejši predstavniki te rodbine so:
- Jurij Ipavec
- Franc Ipavec
- Katarina Schweighofer
- Alojz Ipavec
- Benjamin Ipavec
- Gustav Ipavec
- Josip Ipavec
- Maksimilijan Ipavec
- Karolina Uršula Marija Ipavec

Igor Grdina ugotavlja, da še ni povsem znan izvor Ipavcev. Sam je prišel do podatka, da se prvi priimek Ipavcev pojavi v 17. stoletju v belokranjskih matičnih knjigah. Po priimku Vipavec, kasneje Ipavec, so spoznali odsluženega vojaškega ranocelnika Jurija, ki je živel v belokranjskem kraju Gradac. Z njegovima sinovoma Matijo in Francem se začneta dve veji poznanih Ipavcev.
Življenje Ipavcev si je skozi razstavo in v navidezni resničnosti možno ogledati v muzeju Ipavčeva hiša v Šentjurju, kjer je tudi Ipavčev kulturni center.